# ロドミクロビウム属
ロドミクロビウム属はグラム陰性の外生胞子形成光合成球菌。周鞭毛を有する。ヒフォミクロビウム科に属し、基準種はロドミクロビウム・バンニエリイ。名称は赤い小さな生き物を意味する。GC含量は64から70。
淡水や海水に生息する紅色非硫黄細菌に分類される。色素としてバクテリオクロロフィルaカロテノイドを有し光合成を行う。明条件で二酸化炭素が希薄であると二分裂ではなく出芽による細胞分裂を行うが、二酸化炭素の濃度が高くなるか暗くなると二分裂により運動性のある遊走細胞を生み出す。